# Municipio de Marion (condado de Jasper, Misuri)
El municipio de Marion (en inglés: Marion Township) es un municipio ubicado en el condado de Jasper en el estado estadounidense de Misuri. En el año 2010 tenía una población de 15137 habitantes y una densidad poblacional de 137,65 personas por km².

## Geografía
El municipio de Marion se encuentra ubicado en las coordenadas 37°12′24″N 94°21′40″O / 37.20667, -94.36111. Según la Oficina del Censo de los Estados Unidos, el municipio tiene una superficie total de 109.97 km², de la cual 109.73 km² corresponden a tierra firme y (0.21%) 0.24 km² es agua.

## Demografía
Según el censo de 2010, había 15137 personas residiendo en el municipio de Marion. La densidad de población era de 137,65 hab./km². De los 15137 habitantes, el municipio de Marion estaba compuesto por el 74.69% blancos, el 1.43% eran afroamericanos, el 1.03% eran amerindios, el 0.82% eran asiáticos, el 0.65% eran isleños del Pacífico, el 18.22% eran de otras razas y el 3.16% pertenecían a dos o más razas. Del total de la población el 24.59% eran hispanos o latinos de cualquier raza.